# 尼可斯龍
尼可斯龍（學名：Nichollssaura）是蛇頸龍亞目長鎖龍科的一屬，生存於白堊紀早期（阿爾比階）的北美洲海域。模式種是北方尼可斯龍（N. borealis）。在北美洲的蛇頸龍類化石紀錄中，有個接近4000萬年的斷層，尼可斯龍的發現，填補了這個化石斷層。

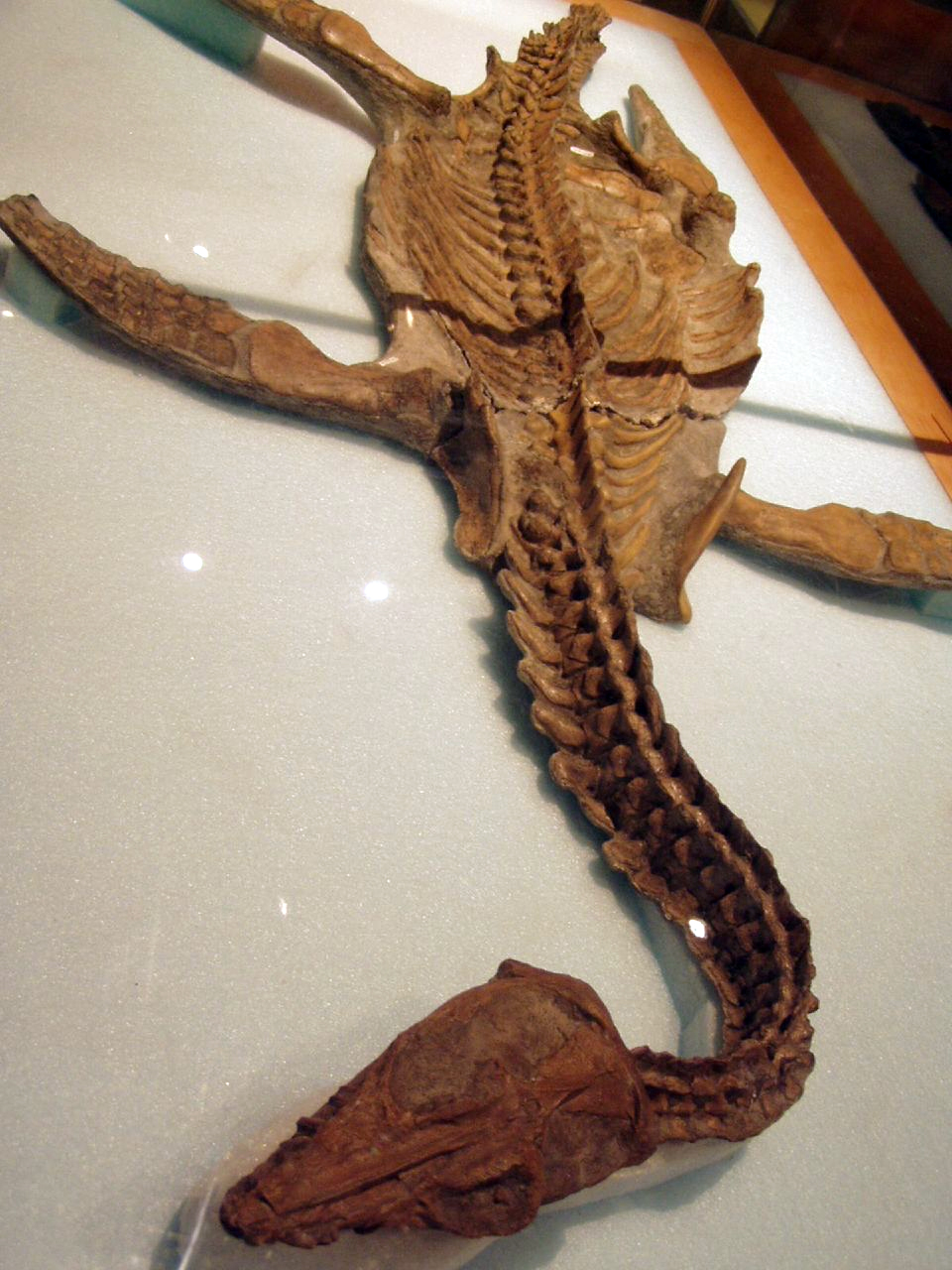
尼可斯龍的化石，皇家泰瑞爾博物館

尼可斯龍的化石是在1994年發現於加拿大亞伯達省的一個礦場。化石只缺少左前肢、肩胛骨，是因工人在操作單斗挖掘機時遺失的。
尼可斯龍的屬名原名，Nichollsia是以古生物館長Betsy Nicholls為名。但這個名稱已有一個等足目昆蟲在使用，所以原命名者在2009年建立新屬名：Nichollssaura。

## 外部連結
- http://news.nationalgeographic.com/news/2008/03/080326-ancient-reptile.html （页面存档备份，存于）
- http://palaeoblog.blogspot.com/2008/03/betsys-plesiosaur-nichollsia-borealis.html （页面存档备份，存于）
- https://web.archive.org/web/20080404012601/http://scienceblogs.com/laelaps/2008/03/details_on_nichollsia_borealis.php